# Scoliopteryx
Scoliopteryx là một chi bướm đêm thuộc họ Erebidae.

## Hình ảnh

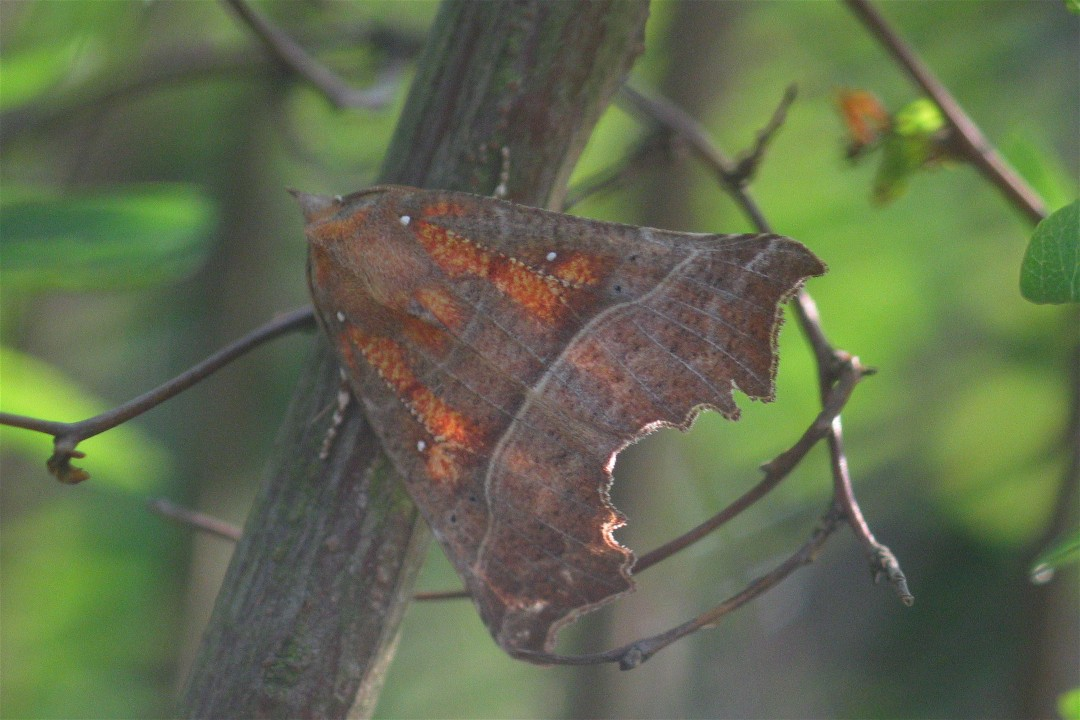

## Loài
- Scoliopteryx libatrix – The Herald Linnaeus, 1758